# Унгошть
Унгошть (чеш. Unhošť, нем. Unhoscht) — город в районе Кладно Среднечешского края Чехии. Численность населения составляет приблизительно 5200 человек. Находится в 21 км к западу от центра Праги.

## История
Этот район интенсивно использовался в эпоху раннего каменного века, о чём свидетельствуют археологические находки. С начала раннего средневековья в IX веке, основываясь на известных к настоящему времени археологических источниках, мы можем датировать начало славянского заселения этой местности. Первые упоминания города относятся ко второй половине XIII столетия.
Окрестности города привлекали жителей Праги к поездкам и отдыху уже в конце XIX века. В 1930-е годы бродяги начали строить здесь хижины и создавать поселения.